# Petite souris
 (septembre 2011).
Si vous disposez d'ouvrages ou d'articles de référence ou si vous connaissez des sites web de qualité traitant du thème abordé ici, merci de compléter l'article en donnant les références utiles à sa vérifiabilité et en les liant à la section « Notes et références ».
Pour le film d'animation argentino-espagnol, voir La Petite Souris.
Pour les articles homonymes, voir Souris (homonymie).
Ne doit pas être confondu avec Fée des dents.

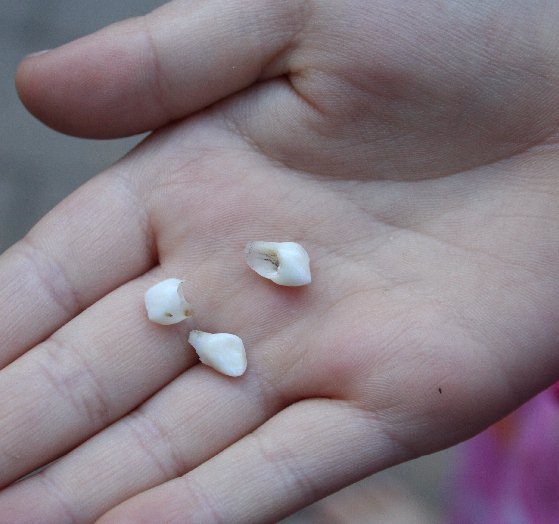
Dents de lait.

La petite souris est une créature du folklore populaire occidental visant à rassurer les enfants lorsqu'ils perdent leurs dents de lait, en leur faisant croire qu'une souris va remplacer leur dent perdue par de l'argent s'ils la laissent sous l'oreiller avant de s'endormir. Subrepticement, les parents agissent comme « auxiliaires » de la petite souris et récompensent l'enfant en lui laissant une pièce de monnaie pendant la nuit, comme promis.

## Équivalents de la petite souris dans le monde

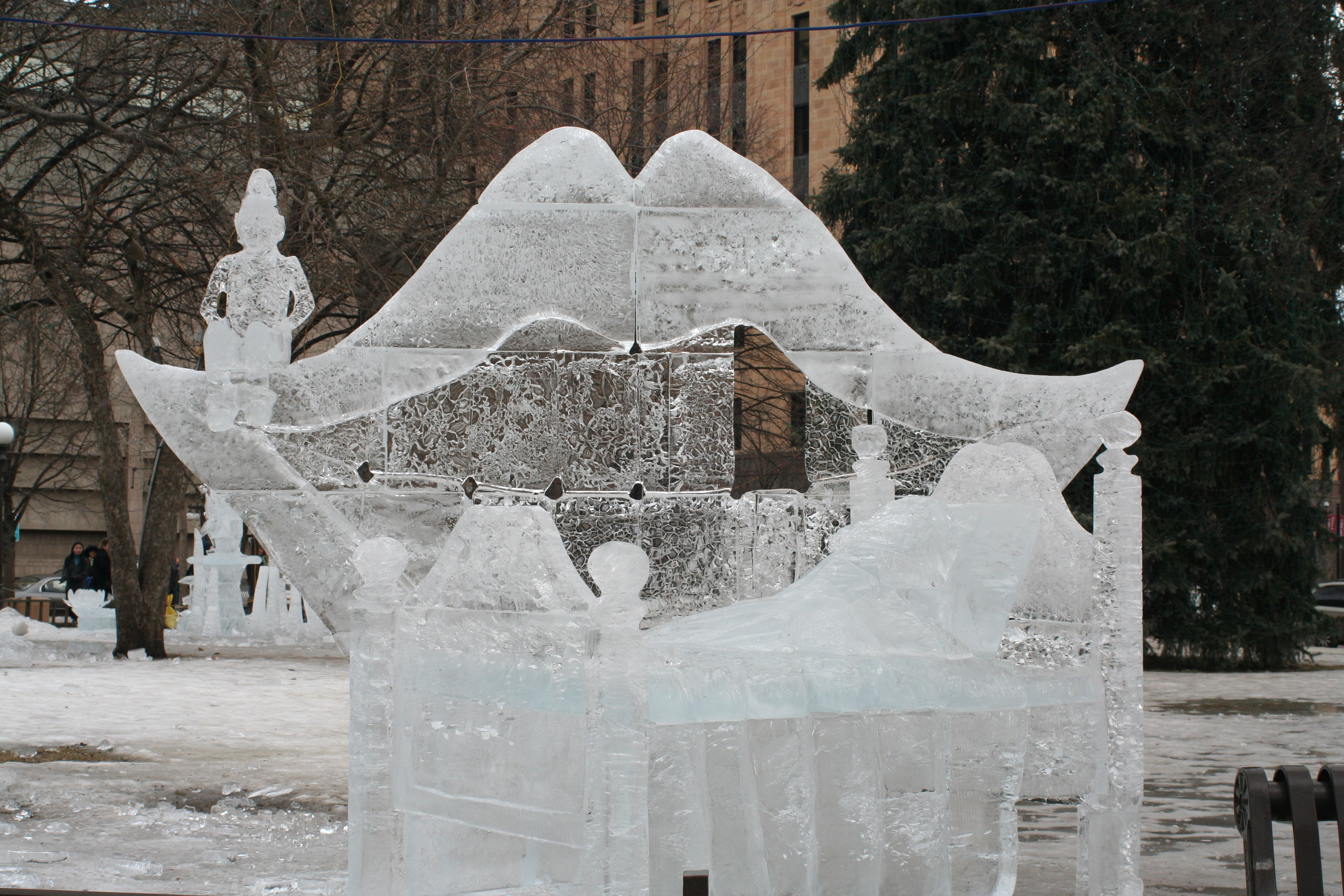
La « fée des dents » (tooth fairy) sculptée en glace.

Dans la plupart des pays francophones (France, Belgique, Suisse, Maroc, Algérie, Luxembourg…), c'est la petite souris qui passe. En revanche, chez les francophones du Canada (Québec, Acadie), on rencontre plus souvent la « fée des dents » comme dans les cultures anglophones et germaniques (Tooth fairy en anglais, Zahnfee en allemand, tannfe en norvégien).
La petite souris est connue sous le nom de ratoncito Pérez dans les pays hispanophones (Espagne, Argentine, etc.). Au Venezuela et au Mexique, les enfants l'appellent el ratón (« la souris »). En Catalogne, ce sont « les petits anges » qui passent (els angelets).
En Italie, la fée des dents prédomine largement bien que les deux personnages coexistent (topino pour la petite souris et fatina pour la fée des dents).
En Irlande, c'est Annabogle.

## Histoire
L'origine de la petite souris pourrait venir d'un conte français du XVIIe siècle de la baronne d’Aulnoy : La Bonne Petite Souris. On y parle d'une fée qui se transforme en souris pour aider une reine à vaincre un méchant roi, en se cachant sous l'oreiller du roi puis en lui faisant tomber toutes ses dents.
Dans le monde hispanique, l'histoire de la petite souris Pérez aurait été inventée par l'écrivain espagnol Luis Coloma (en) pour le roi espagnol Alfonso XIII, âgé de 8 ans, qui avait perdu sa première dent de lait.
Par ailleurs, suivant une ancienne croyance, lorsqu'un animal mangeait une dent de lait, la dent permanente prenait les caractéristiques de l'animal ; on donnait parfois les dents de lait aux rongeurs dans l'espoir que les enfants obtiennent des dents plus dures et plus pointues. Par exemple, aux Philippines, quand un enfant perd une dent, il la jette au-dessus du toit de la maison. De cette manière, une souris lui en rendra une autre qui sera aussi solide et blanche que les dents de cette souris. Au Togo, on dit aux enfants de jeter leurs dents de lait au-dessus du toit de la maison, et surtout de ne pas ouvrir la bouche. En effet, il ne faut pas qu'un lézard voie la partie vide sinon les dents risquent de ne plus pousser. En Tunisie, en Algérie et au Maroc, il y a une tradition qui coexiste avec le mythe de la petite souris : lorsqu'il perd sa première dent de lait, l'enfant se tourne vers le soleil et lui demande d'échanger celle-ci, nommée « dent d'âne », contre une « dent de gazelle ».